# Surplace

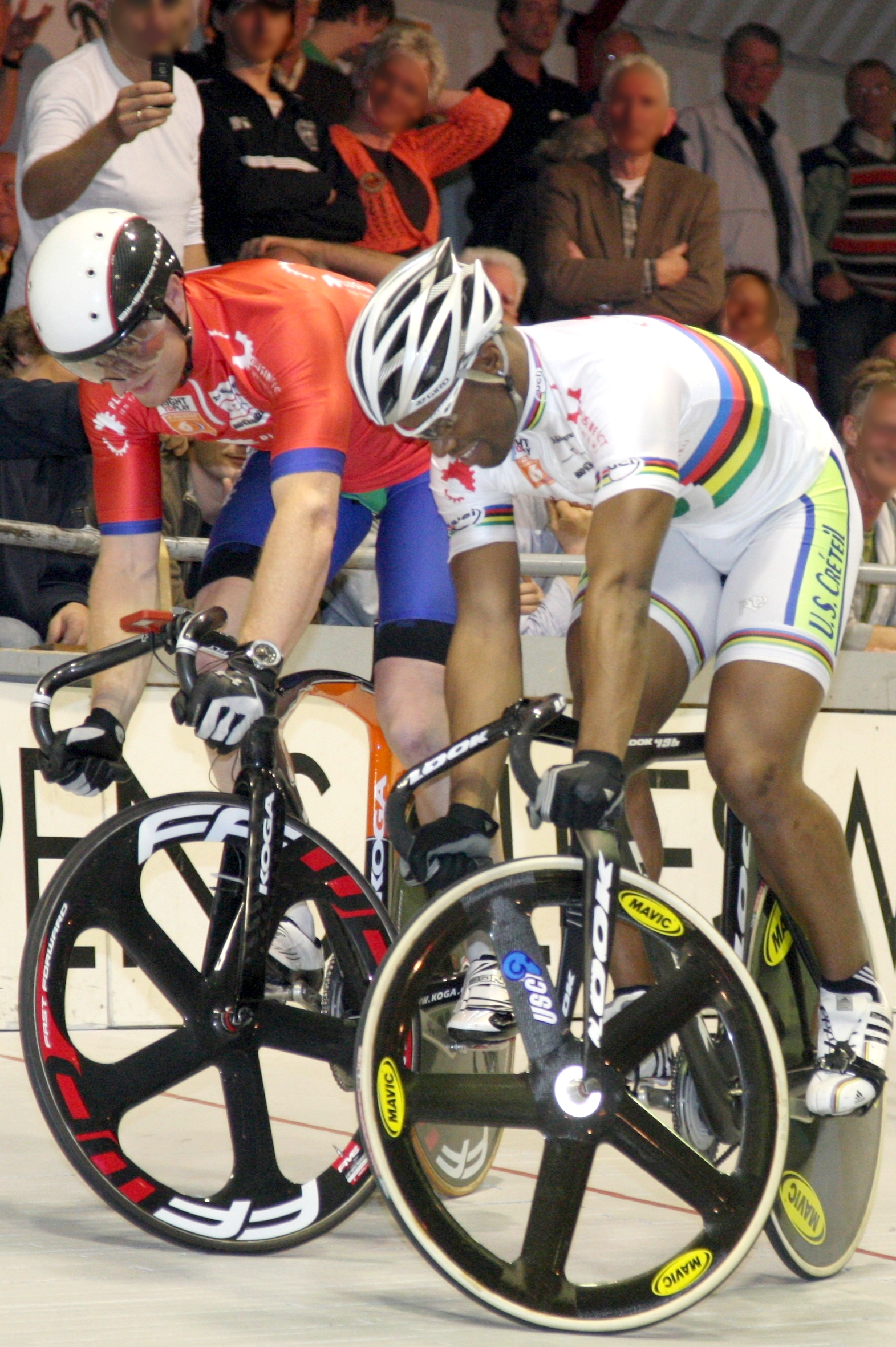
Surplace in una prova su pista tra Yondi Schmidt e il campione del mondo della velocità Grégory Baugé

Il surplace (dal francese sur place, "sul posto" [syʀˈplas]) è una tecnica, utilizzata soprattutto nelle gare di velocità del ciclismo su pista, che permette di rimanere fermi in equilibrio sulla bicicletta in attesa del momento migliore per attaccare e sorprendere l'avversario. Tale tecnica viene utilizzata anche nel trial, allo scopo di studiare il sistema migliore per superare l'ostacolo successivo.
Nel surplace non si può in alcun modo  poggiare il piede a terra né retrocedere per più di 20 cm. Il suo scopo, nelle prove di velocità su pista, è quello di provare a fare in modo che sia l'avversario a passare avanti, al fine di costringerlo a tirare la volata: il ciclista alla ruota avrà così il vantaggio della scia e potrà più facilmente superare il rivale e ottenere il successo.
Un tempo nelle gare di velocità non era raro vedere due atleti confrontarsi nel surplace per tempi anche molto lunghi: il record in gara appartiene a Giovanni Pettenella, che restò fermo in equilibrio per un'ora e 3 minuti contro Sergio Bianchetto nella semifinale del campionato italiano a Varese nel 1968 .
Successivamente il regolamento dell'Unione Ciclistica Internazionale ha sancito che non potessero essere attuati più di due surplace in ciascuna manche di una gara di velocità, e che ciascun surplace non dovesse durare più di trenta secondi, pena un richiamo e, se necessario, la dichiarazione di sconfitta.
Il record di surplace non in gara, ma sempre in pista, con bicicletta da pista senza freni e con scatto fisso, appartiene a Francesco Del Zio, atleta azzurro dell'AS Roma Ciclismo e del Corpo Forestale dello Stato, che il 20 settembre 1975, al Velodromo Olimpico di Roma, rimase in equilibrio per 2 ore, 6 minuti e 15 secondi.
Il record assoluto di surplace (non in gara e non in pista, con bici da pista senza freni e con scatto fisso) è attualmente detenuto da Salvatore Colosimo (San Pietro in Guarano - Cosenza), che il giorno 8 maggio 1998 in diretta televisiva, durante la trasmissione "Casa Mosca" a Milano presentata dal conduttore Maurizio Mosca, ha battuto il record mondiale rimanendo fermo per 3 ore, 5 minuti e 25 secondi. La prova è stata annotata nell'edizione del Guinness World Record del 1999.